# Pepe de Lucía
Pepe de Lucía is de artiestennaam van José Sánchez Gómez (Algeciras, 25 september 1945).
De Lucía is een Spaanse flamenco-zanger (cantaor) en tekstschrijver. Hij is de zoon van de flamencogitarist Antonio Sánchez en broer van de flamencogitaristen Paco de Lucía en Ramón de Algeciras.
Hij koos de artiestennaam Pepe de Lucía ter ere van zijn Portugese moeder Lúzia Gomes. Hij is de vader van de in Spanje bekende popzanger Malú.